# عبدالحسین شیبانی
میرزا عبدالحسین شیبانی (۱۲۵۲خ کاشان –۱۳۴۲خ (۹۰ سال) تهران) ملقب به وحیدالملک نویسنده، مدرس، قانونگذار و دولتمرد تکنوکرات ایرانی در دوران قاجار بود. او مبتکر تغییر تقویم رسمی ایران از هجری قمری به خورشیدی است. نخستین قرارداد راه‌اندازی پست هوائی با خارج از ایران را وحیدالملک با شوروی بست.

## تحصیلات
میرزا عبدالحسین علوم مقدماتی و ادبیات فارسی و ادبی را در زادگاهش کاشان فراگرفت. سپس به هندوستان رفت و زبان انگلیسی آموخت و برای ادامه تحصیلات عالی، راهی انگلستان شد. در دانشگاه کمبریج در زمینه تاریخ جهان و ادبیات انگلیسی تحصیل کرد، با ادوارد براون آشنا و با معرفی او در این دانشگاه به تدریس زبان فارسی مشغول شد.

## فعالیت‌های سیاسی و اداری
شیبانی در بازگشت به ایران در مدرسه دارالفنون به تدریس زبان انگلیسی پرداخت و مدتی نیز ریاست مدرسه سیاسی را به عهده گرفت که مشیرالدوله بنیان نهاده بود. وحیدالملک خبرنگار روزنامه «تایمز» انگلیس بود و مقالات و خبرهایی دربارهٔ جنبش مشروطیت به آن روزنامه می‌فرستاد.
شیبانی پس از مشروطه به عضویت در کمیسیون عالی مشروطه خواهان درآمد و به دوره دوم مجلس شورای ملی راه یافت. پس از پایان دوره مجلس، در سال ۱۲۹۱ به دستور ناصرالملک نایب السلطنه وقت به کاشان تبعید شد. در مجلس سوم به جای یکی از نمایندگان مستعفی تهران انتخاب شد (تصویب اعتبارنامه: اول تیر ۱۲۹۴). چند ماه بعد با پیشروی ارتش روسیه بسوی تهران در جریان جنگ جهانی اول، مجلس تعطیل شد و او نیز همراه بسیاری از دیگر نمایندگان به کرمانشاه مهاجرت کرد. در دولتی که نظام‌السلطنه مافی در کرمانشاه تشکیل داد، وزارت پست و تلگراف را به وحید الملک سپرد. پس از پایان جنگ و بازگشت به تهران، وحیدالملک در سال ۱۲۹۸ ریاست مدرسه عالی علوم سیاسی و حقوق را پذیرفت. ساختمان مدرسه عالی حقوق را او خریداری کرد.
در پی بازگشایی مجلس، به نمایندگی تبریز انتخاب شد (تصویب اعتبارنامه: ششم بهمن ۱۳۰۰). پیش از پایان دوره نمایندگی‌اش، قوام‌السلطنه او را به دولت برد و در ۲۷ خرداد ۱۳۰۱ به عنوان وزیر پست و تلگراف به مجلس معرفی کرد. در دولت بعدی نیز که مستوفی‌الممالک تشکیل داد، بر همین سمت ماند تا اینکه با استعفای مستوفی‌الممالک در ۲۱ خرداد ۱۳۰۲ کنار رفت.
شیبانی پس از کناره‌گیری از سیاست در دانشسرای عالی به تدریس تاریخ پرداخت. از آثار وی تاریخ عمومی قرون وسطی در سه مجلد است.

## پیشنهاد تغییر تقویم
ابتکار تغییر تقویم رسمی کشور از هجری قمری به هجری شمسی را نخستین بار وحیدالملک پیشنهاد کرد. این پیشنهاد در ۳۱ فروردین ۱۲۸۹ در مجلس مطرح و قرار شد در طرح قانون محاسبات که در حال تدوین بود گنجانده شود. قانون محاسبات در ۲۱ آبان همان سال به تصویب مجلس رسید و ماده سوم آن مقرر می‌کرد: «مقیاس زمان بعد از این درمحاسبات دولتی سال‌های شمسی و ماه‌های شمسی (بروج) خواهدبود».

## پست هوائی خارجی
وحیدالملک در ۲۵ آوریل ۱۹۲۳ (پنجم اردیبهشت ۱۳۰۲) قراردادی با اتحاد شوروی برای راه اندازی خط پست هوائی میان بندر انزلی و باکو امضا کرد. این قرارداد چهار سال بعد (۲۱ آبان ۱۳۰۶) به تصویب مجلس شورای ملی رسید و شرکت آلمانی یونکرس که خطوط هوائی را در ایران اداره می‌کرد، این خط پست هوائی را دایر کرد.